# Liste des paroisses dans le diocèse de Liège
Le diocèse de Liège, dans la province de Liège en Belgique, compte 529 paroisses. Ces paroisses sont regroupées en unité pastorale, et certaines unités pastorales forment l'un des 17 doyennés.
La liste suivante donne un aperçu des paroisses.

## Doyenné de Liège-Rive gauche
Le doyenné de Liège-Rive gauche comprend le territoire de la commune de Liège, sur la rive gauche de la Meuse, le quartier de Vottem de la commune de Herstal et le quartier de Saint-Nicolas de la commune du même nom.

### Unité pastorale Liège-Hauteurs
| Paroisse                                   | Quartier       | Commune       | Géolocalisation                   | Église |
| ------------------------------------------ | -------------- | ------------- | --------------------------------- | ------ |
| Notre-Dame des Pauvres                     | Fonds-des-Rues | Saint-Nicolas |                                   |        |
| Notre-Dame des Lumières                    | Glain          | Liège         |                                   |        |
| Saint-Gilles                               | Saint-Gilles   | Liège         | 50° 37′ 52,95″ N, 5° 32′ 50,6″ E  |        |
| Notre-Dame du Calvaire (église succursale) | Burenville     | Liège         | 50° 38′ 17,44″ N, 5° 33′ 02,55″ E |        |
| Saint-Hubert                               | Burenville     | Liège         | 50° 38′ 29,03″ N, 5° 32′ 51,21″ E |        |
| Saint-François de Sales                    | Laveu          | Liège         | 50° 37′ 46,75″ N, 5° 33′ 30,69″ E |        |
| Saint-Nicolas                              | Saint-Nicolas  | Saint-Nicolas |                                   |        |
| Notre-Dame des Anges                       | Glain          | Liège         |                                   |        |
| Sainte-Rosalie                             | Laveu          | Liège         |                                   |        |

### Unité pastorale Liège-Nord
| Paroisse                      | Quartier      | Commune | Géolocalisation                   | Église |
| ----------------------------- | ------------- | ------- | --------------------------------- | ------ |
| Saint-Georges                 | Thier-à-Liège | Liège   | 50° 39′ 21,57″ N, 5° 36′ 21,37″ E |        |
| Sainte-Foy                    | Saint-Léonard | Liège   | 50° 37′ 52,95″ N, 5° 32′ 50,6″ E  |        |
| Saint-Victor et Saint-Léonard | Thier-à-Liège | Liège   | 50° 39′ 50,03″ N, 5° 35′ 40,7″ E  |        |
| Saint-Étienne                 | Vottem        | Herstal |                                   |        |
| Saint-Maurice                 | Thier-à-Liège | Liège   | 50° 39′ 28,06″ N, 5° 34′ 56,16″ E |        |

### Unité pastoraleSaint-Benoît aux portes d'Avroy
| Paroisse                            | Quartier   | Commune | Géolocalisation                   | Église |
| ----------------------------------- | ---------- | ------- | --------------------------------- | ------ |
| Saint-Marie des Anges               | Guillemins | Liège   | 50° 37′ 24,33″ N, 5° 34′ 18,27″ E |        |
| Sainte-Véronique                    | Avroy      | Liège   | 50° 37′ 54,62″ N, 5° 33′ 51,85″ E |        |
| Sacré-Cœur et Notre-Dame de Lourdes | Cointe     | Liège   | 50° 37′ 11,1″ N, 5° 34′ 06,92″ E  |        |
| Notre-Dame du Rosaire               | Sclessin   | Liège   | 50° 36′ 39,42″ N, 5° 33′ 13,33″ E |        |

### Unité pastorale Saint-Lambert au cœur de Liège
| Paroisse                          | Quartier                   | Commune | Géolocalisation                   | Église |
| --------------------------------- | -------------------------- | ------- | --------------------------------- | ------ |
| Saint-Paul                        | Quartier latin             | Liège   | 50° 38′ 24,9″ N, 5° 34′ 18,04″ E  |        |
| Saint-Barthélemy                  | Féronstrée et Hors-Château | Liège   | 50° 38′ 52,5″ N, 5° 34′ 58,98″ E  |        |
| Saint-Christophe                  | Saint-Gilles               | Liège   | 50° 38′ 24,01″ N, 5° 34′ 00,12″ E |        |
| Saint-Denis                       | Centre                     | Liège   | 50° 38′ 34,4″ N, 5° 34′ 28,39″ E  |        |
| Saint-Jacques-le-Mineur           | Quartier latin             | Liège   | 50° 38′ 13,04″ N, 5° 34′ 12,94″ E |        |
| Saint-Jean                        | Quartier latin             | Liège   | 50° 38′ 34,94″ N, 5° 34′ 02,4″ E  |        |
| Saint-Antoine et Sainte-Catherine | Centre                     | Liège   | 50° 38′ 40,28″ N, 5° 34′ 37,74″ E |        |
| Paix Notre-Dame                   | Avroy                      | Liège   | 50° 38′ 17,33″ N, 5° 34′ 02,74″ E |        |
| Sainte-Croix                      | Féronstrée et Hors-Château | Liège   | 50° 38′ 51,98″ N, 5° 34′ 49,75″ E |        |

### Unité pastorale Saint-Martin
| Paroisse          | Adresse                      | Quartier                             | Commune | Géolocalisation                   | Illustration |
| ----------------- | ---------------------------- | ------------------------------------ | ------- | --------------------------------- | ------------ |
| Sainte-Croix      | Rue Sainte-Croix             | Saint-Laurent                        | Liège   | 50° 38′ 43,44″ N, 5° 34′ 11,98″ E |              |
| Sainte-Julienne   | Rue des Genêts, no 2         | Sainte-Walburge (Naimette-Xhovémont) | Liège   | 50° 39′ 13,28″ N, 5° 33′ 23,52″ E |              |
| Sainte-Marguerite | Rue Sainte-Marguerite        | Sainte-Marguerite                    | Liège   | 50° 38′ 43,94″ N, 5° 33′ 33,35″ E |              |
| Saint-Martin      | Mont-Saint-Martin, no 66     | Saint-Laurent                        | Liège   | 50° 38′ 39,62″ N, 5° 33′ 51″ E    |              |
| Saint-Servais     | Rue Fond Saint-Servais, no 2 | Pierreuse                            | Liège   | 50° 38′ 48,73″ N, 5° 34′ 15,18″ E |              |
| Sainte-Walburge   | Rue Sainte-Walburge, no 168  | Sainte-Walburge                      | Liège   | 50° 39′ 26,93″ N, 5° 34′ 07,61″ E |              |

## Doyenné de Liège-Rive droite
Le doyenné de Liège-Rive droite comprend le territoire de la commune de Liège, sur la rive droite de la Meuse (à l'exception du quartier de Wandre), et les communes de Chaudfontaine et Trooz.

### Unité pastorale Alliance Jupille - Grivegnée-Hauteurs
| Paroisse             | Adresse                       | Quartier      | Commune | Géolocalisation                   | Illustration                |
| -------------------- | ----------------------------- | ------------- | ------- | --------------------------------- | --------------------------- |
| Saint-Joseph         | Rue des Pocheteux, no 142     | Jupille       | Liège   | 50° 38′ 11,41″ N, 5° 37′ 27,24″ E | Église Saint-Joseph         |
| Saint-Roch           | Rue du Couvent                | Jupille       | Liège   | 50° 38′ 33,49″ N, 5° 38′ 41,43″ E | Église Saint-Roch           |
| Saint-Amand          | En-Mi-La-Ville, no 23         | Jupille       | Liège   | 50° 38′ 50,14″ N, 5° 37′ 57,4″ E  | Église Saint-Amand          |
| Sacré-Cœur           | Rue des Fortifications, no 23 | Grivegnée     | Liège   | 50° 37′ 58,35″ N, 5° 36′ 13,49″ E | Église Sacré-cœur           |
| Saint-Joseph         | Rue Belleflamme, no 137       | Grivegnée     | Liège   | 50° 37′ 31,9″ N, 5° 36′ 24,09″ E  | Église Saint-Joseph         |
| Immaculée Conception | Rue de Herve, no 653          | Bois-de-Breux | Liège   | 50° 37′ 37,52″ N, 5° 37′ 52,94″ E | Église Immaculée Conception |

### Unité Pastorale Saint-Vincent-aux-confluents
| Paroisse                    | Adresse                     | Quartier         | Commune | Géolocalisation                   | Illustration                       |
| --------------------------- | --------------------------- | ---------------- | ------- | --------------------------------- | ---------------------------------- |
| Saint-Vincent               | Avenue Albert Mahiels, no 1 | Vennes (Fétinne) | Liège   | 50° 37′ 21,56″ N, 5° 34′ 56,74″ E | Église Saint-Vincent               |
| Saint-Lambert               | Rue du Beau Mur             | Grivegnée        | Liège   | 50° 37′ 46,08″ N, 5° 35′ 23,28″ E | Église Saint-Lambert               |
| Notre-Dame de la Visitation | Place de la Liberté         | Grivegnée        | Liège   | 50° 37′ 09,52″ N, 5° 36′ 16,34″ E | Église Notre-Dame de la Visitation |
| Sacré-Cœur                  | Rue des Ateliers            | Kinkempois       | Liège   | 50° 36′ 39,19″ N, 5° 34′ 38,22″ E | Église Sacré-Cœur                  |
| Sainte-Bernadette           | Rue Artus-Bris, no 9        | Angleur          | Liège   | 50° 36′ 46,79″ N, 5° 35′ 17,54″ E | Église Sainte-Bernadette           |
| Saint-Remi                  | Rue de la Vaussale          | Angleur          | Liège   | 50° 36′ 42,73″ N, 5° 35′ 58,96″ E | Église Saint-Remi                  |
| Saint-Pierre                | Rue de l'Église             | Chênée           | Liège   | 50° 36′ 39,78″ N, 5° 37′ 10,19″ E | Église Saint-Pierre                |
| Saint-Jean-Marie Vianney    | Rue du Centenaire, no 71    | Chênée           | Liège   | 50° 37′ 15,84″ N, 5° 37′ 15,98″ E | Église Saint-Jean-Marie Vianney    |

### Unité pastorale Notre-Dame des Ponts aux rives d'Outremeuse
| Paroisse              | Adresse               | Quartier   | Commune | Géolocalisation                   | Illustration                      |
| --------------------- | --------------------- | ---------- | ------- | --------------------------------- | --------------------------------- |
| Notre-Dame de Lourdes | Rue Trou Louette      | Bressoux   | Liège   | 50° 38′ 31,24″ N, 5° 36′ 33,22″ E | Église Notre-Dame de Lourdes      |
| Notre-Dame du Rosaire | Rue Foidart           | Bressoux   | Liège   | 50° 38′ 37″ N, 5° 35′ 51,51″ E    | Église Notre-Dame du Rosaire      |
| Saint-Louis           | Rue Grétry, no 43     | Longdoz    | Liège   | 50° 38′ 09,22″ N, 5° 34′ 51,57″ E | Église Saint-Louis                |
| Saint-Remacle         | Rue d'Amercœur no 22  | Amercœur   | Liège   | 50° 38′ 13,31″ N, 5° 35′ 22,16″ E | Église Saint-Remacle              |
| Saints-Pierre-et-Paul | Allée Renier de Huy   | Droixhe    | Liège   | 50° 38′ 43,33″ N, 5° 36′ 13,66″ E | Église Saint-Pierre et Saint-Paul |
| Saint-Nicolas         | Rue Fosses-aux-Raines | Outremeuse | Liège   | 50° 38′ 28,37″ N, 5° 35′ 04,58″ E | Église Saint-Nicolas              |
| Saint-Pholien         | Place Saint-Pholien   | Outremeuse | Liège   | 50° 38′ 34,79″ N, 5° 34′ 52,38″ E | Église Saint-Pholien              |

### Unité pastorale Notre-Dame des Sources Chaudfontaine-Trooz
| Paroisse                                    | Quartier   | Commune | Illustration                       |
| ------------------------------------------- | ---------- | ------- | ---------------------------------- |
| Sainte-Catherine                            | Forêt      | Trooz   | Église Saint-Catharina             |
| Saint-Gilles                                | Fraipont   | Trooz   | Église Saint-Gilles                |
| Sainte-Thérèse (église succursale)          | La Brouck  | Trooz   | Église Saint-Theresia              |
| Saint-Pierre                                | Nessonvaux | Trooz   | Église Saint-Pierre                |
| Saint-Laurent                               | Prayon     | Trooz   | Église Saint-Laurent               |
| Saints-Alfred-et-George (église succursale) | Trooz      | Trooz   | Église Saint-Alfred en Saint-Joris |

## Doyenné Basse-Meuse
Le doyenné Basse-Meuse comprend la commune de Bassenge, Blegny (à l'exception de Saive), Dalhem, Herstal (à l'exception de Vottem), Oupeye, Visé et de Wandre, quartier de la ville de Liège.

### Unité pastorale de Blegny
| Paroisse                         | Quartier                   | Commune | Illustration              |
| -------------------------------- | -------------------------- | ------- | ------------------------- |
| Saint-Clément                    | Barchon                    | Blegny  | Saint-Clément             |
| Sainte-Gertrude                  | Blegny (Trembleur/Mortier) | Blegny  | Sainte-Gertrude           |
| Saint-Jean-Baptiste              | Housse                     | Blegny  | Saint-Jean-Baptiste       |
| Saint-Pierre                     | Mortier                    | Blegny  | Saint-Pierre              |
| Saint-Remi                       | Saint-Remy                 | Blegny  | Saint-Remi                |
| Saint-Joseph (église succursale) | Trembleur                  | Blegny  | Hulpkerk van Saint-Joseph |

### Unité pastorale de Dalhem
| Paroisse            | Quartier    | Commune | Illustration        |
| ------------------- | ----------- | ------- | ------------------- |
| Saint-Laurent       | Neufchâteau | Dalhem  | Saint-Laurent       |
| Saint-Servais       | Berneau     | Dalhem  | Saint-Servais       |
| Saint-Jean-Baptiste | Bombaye     | Dalhem  | Saint-Jean-Baptiste |
| Saint-Pancrace      | Dalhem      | Dalhem  | Saint-Pancrace      |
| Saint-Lambert       | Feneur      | Dalhem  | Saint-Lambert       |
| Saint-Lucie         | Mortroux    | Dalhem  | Saint-Lucie         |
| Saint-André         | Saint-André | Dalhem  | Saint-André         |
| Saint-Pierre        | Warsage     | Dalhem  | Saint-Pierre        |

### Unité pastorale de Herstal
| Paroisse                             | Quartier   | Commune | Illustration                    |
| ------------------------------------ | ---------- | ------- | ------------------------------- |
| Saint-Lambert                        | Herstal    | Herstal | Saint-Lambert                   |
| Notre-Dame de La Licour              | Herstal    | Herstal | Notre-Dame de La Licour         |
| Notre-Dame de l'Immaculée Conception | La Préalle | Herstal | Notre-Dame Immaculée Conception |
| Vierge des Pauvres                   | Les Monts  | Herstal | Vierge des Pauvres              |
| Notre-Dame du Bon Secours            | Pontisse   | Herstal | Notre-Dame du Bon Secours       |

### Unité pastorale Saint-Martin d'Oupeye
| Paroisse                               | Quartier                | Commune | Illustration        |
| -------------------------------------- | ----------------------- | ------- | ------------------- |
| Saint-Lambert                          | Hermalle-sous-Argenteau | Oupeye  | Saint-Lambert       |
| Saint-Jean-Baptiste                    | Hermée                  | Oupeye  | Saint-Jean-Baptiste |
| Saint-Remi                             | Heure-le-Romain         | Oupeye  | Saint-Remi          |
| Saint-Siméon                           | Houtain-Saint-Siméon    | Oupeye  | Saint-Simeon        |
| Saint-Remi                             | Oupeye                  | Oupeye  | Saint-Remi          |
| Saint-Pierre                           | Vivegnis                | Oupeye  | Saint-Pierre        |
| Vierge des Pauvres (église succursale) | Vivegnis                | Oupeye  | Vierge des Pauvres  |

### Unité pastorale Vallée du Geer
| Paroisse      | Quartier          | Commune  | Illustration  |
| ------------- | ----------------- | -------- | ------------- |
| Saint-Pierre  | Bassenge          | Bassenge | Saint-Pierre  |
| Saint-Lambert | Boirs             | Bassenge | Saint-Lambert |
| Saint-Joris   | Ében-Émael        | Bassenge | Saint-Joris   |
| Notre-Dame    | Ében-Émael        | Bassenge | Notre-Dame    |
| Saint-Victor  | Glons             | Bassenge | Saint-Victor  |
| Saint-Remi    | Roclenge-sur-Geer | Bassenge | Saint-Remi    |
| Saint-Lambert | Wonck             | Bassenge | Saint-Lambert |

### Unité pastorale Visé-Basse-Meuse
| Paroisse                   | Quartier                     | Commune | Illustration                 |
| -------------------------- | ---------------------------- | ------- | ---------------------------- |
| Notre-Dame                 | Cheratte (Cheratte-Bas)      | Visé    | Notre-Dame                   |
| Saint-Joseph               | Cheratte (Cheratte-Hauteurs) | Visé    | Saint-Joseph                 |
| Saint-Lambert              | Lixhe                        | Visé    | Saint-Lambert                |
| Saint-Firmin               | Richelle                     | Visé    | Saint-Firminus               |
| Notre-Dame de l'Assomption | Sarolay (Argenteau)          | Visé    | Notre-Dame Tenhemelopnemings |
| Saint-Remi                 | Lanaye                       | Visé    | Saint-Remi                   |
| Notre-Dame du Mont Carmel  | Visé                         | Visé    | Notre-Dame du Mont Carmel    |
| Saint-Martin               | Visé                         | Visé    | Saint-Martin                 |
| Notre-Dame du Mont Carmel  | Wandre (La Xhavée)           | Liège   | Notre-Dame du Mont Carmel    |
| Saint-Etienne              | Wandre                       | Liège   | Saint-Etienne                |
| Saint-Roch                 | Wandre (Souverain-Wandre)    | Liège   | Saint-Roch                   |

## Doyenné de Fléron

### Unité pastorale de Beyne-Heusay
| Paroisse           | Quartier                           | Commune      | Illustration       |
| ------------------ | ---------------------------------- | ------------ | ------------------ |
| Vierge des Pauvres | Moulins-sous-Fléron (Beyne-Heusay) | Beyne-Heusay | Vierge des Pauvres |
| Saint-Pierre       | Saive                              | Blegny       | Saint-Pierre       |

### Unité pastorale de Fléron
| Paroisse                           | Quartier       | Commune | Illustration            |
| ---------------------------------- | -------------- | ------- | ----------------------- |
| Sacré-Cœur de Marie                | Bouny (Romsée) | Fléron  | Sacré-Cœur de Marie     |
| Saint-Denis                        | Fléron         | Fléron  | Saint-Denis             |
| Sainte-Famille (église succursale) | Fléron         | Fléron  | Sainte-Famille          |
| Saint-Antoine de Padoue            | Magnée         | Fléron  | Saint-Antoine de Padoue |
| Sainte-Vierge Marie                | Romsée         | Fléron  | Sainte-Vierge Marie     |

### Unité pastorale de Melen
| Paroisse                          | Quartier                 | Commune  | Illustration                |
| --------------------------------- | ------------------------ | -------- | --------------------------- |
| Saint-André                       | Cerexhe-Heuseux          | Soumagne | Saint-André                 |
| Notre-Dame (église succursale)    | Évegnée (Évegnée-Tignée) | Soumagne | Notre-Dame                  |
| Saint-Laurent (église succursale) | Cerexhe-Heuseux          | Soumagne | Saint-Laurent               |
| Saint-Job                         | Melen                    | Soumagne | Saint-Job                   |
| Notre-Dame de la Visitation       | Micheroux                | Soumagne | Notre-Dame de la Visitation |
| Saint-Lambert                     | Tignée (Évegnée-Tignée)  | Soumagne | Saint-Lambert               |

### Unité pastorale de Soumagne-Olne
| Paroisse        | Quartier             | Commune  | Illustration    |
| --------------- | -------------------- | -------- | --------------- |
| Saint-Joseph    | Ayeneux              | Soumagne | Saint-Joseph    |
| Saint-Corneille | Fécher (Soumagne)    | Soumagne | Saint-Corneille |
| Saint-Sébastien | Olne                 | Olne     | Saint-Sébastien |
| Saint-Hadelin   | Saint-Hadelin (Olne) | Olne     | Saint-Hadelin   |
| Saint-Lambert   | Soumagne             | Soumagne | Saint-Lambert   |

## Doyenné Haute-Meuse
Le doyenné de la Haute-Meuse comprend les communes d'Engis, Flémalle, Seraing et Hollogne-aux-Pierres (quartier de Grâce-Hollogne).

### Unité pastoraleAigremont-Saint-Matthias
- Église Saint-Matthias de Flémalle

### Unité pastoraleNotre-Dame aux portes du Condroz
| Paroisse     | Quartier    | Commune | Illustration |
| ------------ | ----------- | ------- | ------------ |
| Saint-Hubert | Sart-Tilman | Liège   | Saint-Hubert |

### Unité pastoraleSaint-Roch
| Paroisse               | Quartier             | Commune        | Illustration |
| ---------------------- | -------------------- | -------------- | ------------ |
| Notre-Dame de Lourdes  | Bois-de-Mont         | Seraing        |              |
| Saint-Jean-Baptiste    | Flémalle-Grande      | Flémalle       |              |
| Saint-Joseph           | Ruy                  | Seraing        |              |
| Saint-Lambert          | Mons-lez-Liège       | Flémalle       |              |
| Saint-Pierre           | Hollogne-aux-Pierres | Grâce-Hollogne | Saint-Pierre |
| Notre-Dame des Pauvres | Profondval           | Flémalle       |              |

## Doyenné de Ans
Le doyenné d'Ans comprend les communes d'Ans, Awans, Juprelle et les quartiers de Grâce-Berleur (de la commune de Grace-Hollogne), Liers et Milmort (de la commune d'Herstal), Rocourt (de la commune de Liège ) et Montegnée de (de la commune de Saint-Nicolas).

### Unité pastorale Alleur-Loncin-Xhendremael
| Paroisse            | Quartier    | Commune | Illustration  |
| ------------------- | ----------- | ------- | ------------- |
| Saint-Remi          | Alleur      | Ans     | Saint-Remi    |
| Saint-Jean-Baptiste | Loncin      | Ans     | Jean-Baptiste |
| Saint-Maurice       | Xhendremael | Ans     | Saint-Maurice |

### Unité pastorale d'Ans
| Paroisse                      | Quartier | Commune | Illustration                  |
| ----------------------------- | -------- | ------- | ----------------------------- |
| Saint-Martin                  | Ans      | Ans     | Saint-Martin                  |
| Sainte-Marie                  | Ans      | Ans     | Saint-Maria                   |
| Saint-Vincent et Sainte-Barbe | Ans      | Ans     | Saint-Vincent et Sainte-Barbe |

### Unité pastorale Awans
| Paroisse              | Quartier         | Commune | Illustration         |
| --------------------- | ---------------- | ------- | -------------------- |
| Sainte-Agathe         | Awans            | Awans   | Saint-Agatha         |
| Saints-Pierre-et-Paul | Elch             | Awans   | Saint-Pierre-et-Paul |
| Saint-Remi            | Fooz             | Awans   | Saint-Remi           |
| Saint-Pierre          | Hognoul          | Awans   | Saint-Pierre         |
| Notre-Dame            | Villers-l'Évêque | Awans   | Notre-Dame           |

### Unité pastoraleLes Douze
| Paroisse                   | Quartier             | Commune  | Illustration               |
| -------------------------- | -------------------- | -------- | -------------------------- |
| Saint-Remacle              | Fexhe-Slins          | Juprelle | Saint-Remacle              |
| Saint-Barthélemy           | Juprelle             | Juprelle | Saint-Barthélemy           |
| Saint-Servais              | Lantin               | Juprelle | Saint-Servais              |
| Saint-Remi                 | Liers                | Herstal  | Saint-Remi                 |
| Saint-Hubert               | Milmort              | Herstal  | Saint-Hubert               |
| Saint-Jean-l'Evangeliste   | Wihogne              | Juprelle | Saint-Jean-l'Evangeliste   |
| Notre-Dame de l'Assomption | Paifve               | Juprelle | Notre-Dame de l'Assomption |
| Saint-Joseph               | Rocourt              | Liège    | Saint-Joseph               |
| Saint-Léon                 | Rocourt              | Liège    | Saint-Léon                 |
| Saint-Martin               | Slins                | Juprelle | Saint-Martin               |
| Saint-Lambert              | Villers-Saint-Siméon | Juprelle | Saint-Lambert              |
| Saint-Joseph               | Voroux-lez-Liers     | Juprelle | Saint-Joseph               |

### Unité pastorale Montegnée-Grâce
| Paroisse                | Quartier      | Commune        | Illustration            |
| ----------------------- | ------------- | -------------- | ----------------------- |
| Notre-Dame Auxiliatrice | Grâce-Berleur | Grâce-Hollogne | Notre-Dame Auxiliatrice |
| Saint-Remi              | Grâce-Berleur | Grâce-Hollogne | Saint-Remi              |

## Doyenné Verviers

### Unité pastorale Emmaüs Hoëgne & Vesdre de Pepinster
| Paroisse                   | Quartier    | Commune   | Illustration               |
| -------------------------- | ----------- | --------- | -------------------------- |
| Notre-Dame de l'Assomption | Cornesse    | Pepinster | Notre-Dame de l'Assomption |
| Saint-Monon                | Goffontaine | Pepinster | Saint-Monon                |
| Saint-Antoine l'Ermite     | Pepinster   | Pepinster | Saint-Antoine l'Ermite     |
| Saint-Roch                 | Soiron      | Pepinster | Saint-Roch                 |
| Saint-Hubert               | Wegnez      | Pepinster | Saint-Hubert               |
| Notre-Dame de Lourdes      | Wegnez      | Pepinster | Notre-Dame de Lourdes      |

### Unité pastoraleJean XXIII Val de Vesdre
| Paroisse                      | Quartier      | Commune  | Illustration                  |
| ----------------------------- | ------------- | -------- | ----------------------------- |
| Saint-Roch                    | Bilstain      | Limbourg | Saint-Roch                    |
| Notre-Dame de la Visitation   | Dolhain       | Limbourg | Notre-Dame de la Visitation   |
| Notre-Dame de l'Assomption    | Ensival       | Verviers | Notre-Dame de l'Assomption    |
| Saint-Lambert                 | Goé           | Limbourg | Saint-Lambert                 |
| Saint-Jean-Baptiste           | Hodimont      | Verviers | Saint-Jean-Baptiste           |
| Saint-Bernard                 | Lambermont    | Verviers | Saint-Bernard                 |
| Saint-Georges                 | Limbourg      | Limbourg | Saint-Joris                   |
| Saint-Martin                  | Petit-Rechain | Verviers | Saint-Martin                  |
| Saint-Jean-Baptiste           | Stembert      | Verviers | Saint-Jean-Baptiste           |
| Saint-Antoine-et-Saint-Hubert | Verviers      | Verviers | Saint-Antoine-et-Saint-Hubert |
| Saint-Joseph                  | Verviers      | Verviers | Saint-Joseph                  |
| Notre-Dame des Récollets      | Verviers      | Verviers | Notre-Dame des Récollets      |
| Saint-Remacle                 | Verviers      | Verviers | Saint-Remacle                 |

### Unité pastorale Notre-Dame du Magnificat Verviers-Sud
| Paroisse             | Quartier    | Commune  | Illustration          |
| -------------------- | ----------- | -------- | --------------------- |
| Saint-Hubert         | Heusy       | Verviers | Saint-Hubert          |
| Immaculée Conception | Mangombroux | Verviers | Immaculée Conception  |
| Saint-Nicolas        | Stembert    | Verviers | Saint-Nicolas         |
| Sainte-Julienne      | Verviers    | Verviers | Sainte-Julienne       |
| Marie-Médiatrice     | Verviers    | Verviers | Notre-Dame-Médiatrice |

### Unité pastorale Sacré-Cœur Dison-Andrimont
| Paroisse                         | Quartier                  | Commune | Illustration                     |
| -------------------------------- | ------------------------- | ------- | -------------------------------- |
| Saint-Laurent                    | Andrimont                 | Dison   | Saint-Laurent                    |
| Saint-Roch                       | Andrimont-Bas (Andrimont) | Dison   | Saint-Roch                       |
| Saint-Fiacre                     | Dison                     | Dison   | Saint-Fiacre                     |
| Saint-Jean-Baptiste              | Mont (Dison)              | Dison   | Saint-Jean-Baptiste              |
| Sainte-Thérèse de l'Enfant Jézus | Ottomont (Andrimont)      | Dison   | Sainte-Thérèse de l'Enfant Jézus |

## DoyennéPlateau de Herve
Le doyenné Plateau de Herve comprend les communes d'Aubel, Baelen, Herve, Plombières, Thimister-Clermont et Welkenraedt.

### Unité pastorale Aubel
| Paroisse                | Quartier        | Commune            | Illustration            |
| ----------------------- | --------------- | ------------------ | ----------------------- |
| Saint-Hubert            | Aubel           | Aubel              | Saint-Hubert            |
| Saint-Jacques le Majeur | Clermont        | Thimister-Clermont | Saint-Jacques le Majeur |
| Saint-Roch              | Elsaute         | Thimister-Clermont | Saint-Roch              |
| Saint-Gilles            | Froidthier      | Thimister-Clermont | Saint-Gilles            |
| Saint-Antoine l'Ermite  | La Clouse       | Aubel              | Saint-Antoine l'Ermite  |
| Saint-Pierre            | La Minerie      | Thimister-Clermont | Saint-Pierre            |
| Saint-Jean-Baptiste     | Saint-Jean-Sart | Aubel              | Saint-Jean-Baptiste     |
| Saint-Antoine l'Ermite  | Thimister       | Thimister-Clermont | Saint-Antoine l'Ermite  |

### Unité pastorale de Herve
| Paroisse               | Quartier                          | Commune        | Illustration           |
| ---------------------- | --------------------------------- | -------------- | ---------------------- |
| Saint-Vincent de Paul  | Battice                           | Herve          | Saint-Vincent de Paul  |
| Saint-Appolinaire      | Bolland                           | Herve          | Saint-Apollinaris      |
| Sainte-Elisabeth       | Bruyères                          | Herve          | Sainte-Elisabeth       |
| Saint-Gilles           | Chaineux                          | Herve          | Saint-Gilles           |
| Saint-Sébastien        | Charneux                          | Herve          | Saint-Sébastien        |
| Saint-Pierre           | Grand-Rechain                     | Herve          | Saint-Pierre           |
| Saint-Jean-Baptiste    | Herve                             | Herve          | Saint-Jean-Baptiste    |
| Saint-Antoine l'Ermite | José (Battice)                    | Herve          | Saint-Antoine l'Ermite |
| Vierge-Marie           | Julémont                          | Herve          | Vierge-Marie           |
| Saint-Joseph           | Manaihant (Battice/Petit-Rechain) | Herve/Verviers | Saint-Joseph           |
| Saint-Alexandre        | Xhendelesse                       | Herve          | Saint-Alexandre        |

### Unité pastorale de Montzen-Plombières
| Paroisse                   | Quartier    | Commune    | Illustration               |
| -------------------------- | ----------- | ---------- | -------------------------- |
| Saint-Hubert               | Gemmenich   | Plombières | Saint-Hubert               |
| Saint-Brice                | Hombourg    | Plombières | Saint-Brice                |
| Saint-Etienne              | Montzen     | Plombières | Saint-Etienne              |
| Saint-Remi                 | Moresnet    | Plombières | Saint-Remi                 |
| Notre-Dame de l'Assomption | Plombières  | Plombières | Notre-Dame de l'Assomption |
| Saint-Lambert              | Sippenaeken | Plombières | Saint-Lambert              |

### Unité pastorale de Welkenraedt
| Paroisse            | Quartier       | Commune     | Illustration        |
| ------------------- | -------------- | ----------- | ------------------- |
| Saint-Paul          | Baelen         | Baelen      | Saint-Paul          |
| Saint-Joris         | Henri-Chapelle | Welkenraedt | Saint-Joris         |
| Saint-Jean-Baptiste | Membach        | Baelen      | Saint-Jean-Baptiste |
| Saint-Jean-Baptiste | Welkenraedt    | Welkenraedt | Saint-Jean-Baptiste |

## Doyenné Spa

### Unité pastorale Saint-Lambert Sart-Jalhay
- Saint-Michel, Jalhay
- Saint-Lambert, Sart-lez-Spa
- Notre-Dame des Victoires, Tiège
- Sainte-Thérèse de Lisieux, Nivezé
- Saint-Antoine de Padoue, Solwaster
- Saint-Hubert, Surister

## Doyenné de Huy

### Unité pastorale de Burdinne-Héron
| Paroisse               | Quartier  | Commune   | Illustration           |
| ---------------------- | --------- | --------- | ---------------------- |
| Saint-Martin           | Acosse    | Wasseiges | Saint-Martin           |
| Nativité de Notre-Dame | Burdinne  | Burdinne  | Nativité de Notre-Dame |
| Saint-Lambert          | Hannêche  | Burdinne  | Saint-Lambert          |
| Saint-Maurice          | Lamontzée | Burdinne  | Saint-Maurice          |
| Immaculée Conception   | Marneffe  | Burdinne  | Immaculée Conception   |
| Saint-Michel           | Oteppe    | Burdinne  | Saint-Michel           |

### Unité pastorale de Marchin-Modave
| Paroisse        | Lieu de culte                           | Quartier        | Commune | Illustration |
| --------------- | --------------------------------------- | --------------- | ------- | ------------ |
| Belle-Maison    | Église Saint-Hubert                     | Belle-maison    | Marchin |              |
| Belle-Maison    | Chapelle Saint-Eugène et Saint-Victoire | Fourneau        | Marchin |              |
| Les Forges      | Église de l'Assomption                  | Les Forges      | Marchin |              |
| Grand-Marchin   | Église Notre-Dame                       | Grand-Marchin   | Marchin |              |
| Vyle-et-Tharoul | Église Saint-Martin                     | Vyle-et-Tharoul | Marchin |              |
| Modave          | Église Saint-Martin                     | Modave          | Modave  |              |
| Modave          | Chapelle de Saint-Pierre                | Limet           | Modave  |              |
| Modave          | Chapelle de Pont-de-Bonne               | Pont-de-Bonne   | Modave  |              |
| Rausa           | Église Saint-Sauveur                    | Rausa           | Modave  |              |
| Strée           | Église Saint-Nicolas                    | Strée           | Modave  |              |
| Vierset-Barse   | Église Saint-Martin                     | Vierset-Barse   | Modave  |              |

Renseignements sur https://upmarchinmodave.be

## Doyenné de Hesbaye
Le doyenné de Hesbaye comprend les communes de Braives, Hannut, Lincent, Donceel, Fexhe-le-Haut-Clocher, Saint-Georges-sur-Meuse, Remicourt, Verlaine, Berloz, Waremme, Crisnée, Faimes, Geer, Oreye et Wasseiges et les quartiers de Bierset, Horion-Hozémont et Velroux (de la commune de Grâce-Hollogne).

### Unité pastorale Berloz-Faimes-Geer
| Paroisse                          | Quartier           | Commune | Illustration      |
| --------------------------------- | ------------------ | ------- | ----------------- |
| Saint-Lambert                     | Berloz             | Berloz  | Saint-Lambert     |
| Saint-Lambert                     | Boëlhe             | Geer    | Saint-Lambert     |
| Saint-Pierre                      | Borlez             | Faimes  | Saint-Pierre      |
| Sainte-Madelberte                 | Celles             | Faimes  | Sainte-Madelberte |
| Saint-Victor                      | Corswarem          | Berloz  | Saint-Victor      |
| Saint-Laurent (église succursale) | Rosoux-Crenwick    | Berloz  | Saint-Laurent     |
| Saint-Martin                      | Darion             | Geer    | Saint-Martin      |
| Saint-Hubert                      | Geer               | Geer    | Saint-Hubert      |
| Saint-Brice                       | Hollogne-sur-Geer  | Geer    | Saint-Brice       |
| Saint-Servais                     | Lens-Saint-Servais | Geer    | Saint-Servais     |
| Saint-Joris                       | Les Waleffes       | Faimes  | Saint-Joris       |
| Saint-Lambert                     | Omal               | Geer    | Saint-Lambert     |
| Saint-Maurice                     | Rosoux-Crenwick    | Berloz  | Saint-Maurice     |
| Notre-Dame                        | Viemme             | Faimes  | Notre-Dame        |

### Unité pastorale de Crisnée-Oerle
| Paroisse        | Quartier       | Commune | Illustration    |
| --------------- | -------------- | ------- | --------------- |
| Notre-Dame      | Bergilers      | Oreye   | Notre-Dame      |
| Saint-Maurice   | Crisnée        | Crisnée | Saint-Maurice   |
| Saint-Martin    | Fize-le-Marsal | Crisnée | Saint-Martin    |
| Saint-Servais   | Grandville     | Oreye   | Saint-Servais   |
| Saint-Vincent   | Kemexhe        | Crisnée | Saint-Vincent   |
| Saint-Hubert    | Lens-sur-Geer  | Oreye   | Saint-Hubert    |
| Saint-Severin   | Odeur          | Crisnée | Saint-Severin   |
| Saint-Clément   | Oreye          | Oreye   | Saint-Clément   |
| Saint-Pierre    | Thys           | Crisnée | Saint-Pierre    |
| Sainte-Gertrude | Otrange        | Oreye   | Sainte-Gertrude |

### Unité pastorale de Donceel-Remicourt
| Paroisse                     | Quartier  | Commune   | Illustration                 |
| ---------------------------- | --------- | --------- | ---------------------------- |
| Saint-Cyr et Sainte-Juliette | Donceel   | Donceel   | Saint-Cyr et Sainte-Juliette |
| Saint-Pierre                 | Haneffe   | Donceel   | Saint-Pierre                 |
| Saint-André                  | Hodeige   | Remicourt | Saint-André                  |
| Nativité de la Sainte-Vierge | Jeneffe   | Donceel   | Nativité de la Sainte-Vierge |
| Saint-Hadelin                | Lamine    | Remicourt | Saint-Hadelin                |
| Saint-Martin                 | Limont    | Donceel   | Saint-Martin                 |
| Notre-Dame                   | Momalle   | Remicourt | Notre-Dame                   |
| Saint-Lambert                | Pousset   | Remicourt | Saint-Lambert                |
| Saint-Jean-Baptiste          | Remicourt | Remicourt | Saint-Jean-Baptiste          |

### Unité pastoraleJésus Bon Pasteur Waremme
| Paroisse                       | Quartier    | Commune | Illustration    |
| ------------------------------ | ----------- | ------- | --------------- |
| Saint-Lambert                  | Bettincourt | Waremme | Saint-Lambert   |
| Saint-Maurice                  | Bleret      | Waremme | Saint-Maurice   |
| Saint-Pierre                   | Waremme     | Waremme | Saint-Pierre    |
| Saint-Vincent                  | Bovenistier | Waremme | Saint-Vincent   |
| Saint-Denis                    | Grand-Axhe  | Waremme | Saint-Denis     |
| Saint-Sébastien                | Lantremange | Waremme | Saint-Sébastien |
| Saint-Denis                    | Oleye       | Waremme | Saint-Denis     |
| Saint-Michel                   | Longchamps  | Waremme | Saint-Michel    |
| Notre-Dame (église succursale) | Tumulus     | Waremme | Notre-Dame      |

### Unité pastoraleLes Marches de Hesbaye
| Paroisse            | Quartier              | Commune               | Illustration  |
| ------------------- | --------------------- | --------------------- | ------------- |
| Saint-Jean-Baptiste | Bierset               | Grâce-Hollogne        | Jean-Baptiste |
| Saint-Martin        | Fexhe-le-Haut-Clocher | Fexhe-le-Haut-Clocher | Saint-Martin  |
| Saint-Sauveur       | Horion-Hozémont       | Grâce-Hollogne        | Saint-Sauveur |
| Saint-Pierre        | Noville               | Fexhe-le-Haut-Clocher | Saint-Pierre  |
| Saint-Jean-Baptiste | Roloux                | Fexhe-le-Haut-Clocher | Jean-Baptiste |
| Saint-André         | Velroux               | Grâce-Hollogne        | Saint-André   |
| Saint-Lambert       | Voroux-Goreux         | Fexhe-le-Haut-Clocher | Saint-Lambert |

### Unité pastoraleNotre-Dame des Champs
| Paroisse                   | Quartier            | Commune | Illustration               |
| -------------------------- | ------------------- | ------- | -------------------------- |
| Saint-Maurice              | Abolens             | Hannut  | Saint-Maurice              |
| Notre-Dame de l'Assomption | Avernas-le-Bauduin  | Hannut  | Notre-Dame de l'Assomption |
| Saint-Pierre               | Bertrée             | Hannut  | Saint-Pierre               |
| Saints-Pierre-et-Paul      | Blehen              | Hannut  | Saints-Pierre-et-Paul      |
| Saint-Laurent              | Cras-Avernas        | Hannut  | Saint-Laurent              |
| Sainte-Gertrude            | Crehen              | Hannut  | Sainte-Gertrude            |
| Saint-Blaise               | Grand-Hallet        | Hannut  | Saint-Blaise               |
| Saint-Christophe           | Hannut              | Hannut  | Saint-Christophe           |
| Saint-Remi                 | Lens-Saint-Remy     | Hannut  | Saint-Remi                 |
| Saint-Pierre               | Lincent             | Lincent | Saint-Pierre               |
| Saint-Barthelémy           | Pellaines           | Lincent | Saint-Barthelémy           |
| Saint-Lambert              | Petit-Hallet        | Hannut  | Saint-Lambert              |
| Saint-Martin               | Poucet              | Hannut  | Saint-Martin               |
| Saint-Christophe           | Raatshoven          | Lincent | Saint-Christophe           |
| Saint-Martin               | Thisnes             | Hannut  | Saint-Martin               |
| Saint-Trudon               | Trognée             | Hannut  | Saint-Trudon               |
| Saint-Martin               | Villers-le-Peuplier | Hannut  | Saint-Martin               |
| Saint-Appoline             | Wansin              | Hannut  | Saint-Appoline             |

### Unité pastoraleSainte-Marie en Mehaigne
| Paroisse                     | Quartier         | Commune   | Illustration                 |
| ---------------------------- | ---------------- | --------- | ---------------------------- |
| Saint-Martin                 | Ambresin         | Wasseiges | Saint-Martin                 |
| Saint-Martin                 | Avennes          | Braives   | Saint-Martin                 |
| Saint-Etienne                | Avin             | Hannut    | Saint-Etienne                |
| Nativité de Notre-Dame       | Braives          | Braives   | Nativité de Notre-Dame       |
| Saint-Maurice                | Ciplet           | Braives   | Saint-Maurice                |
| Notre-Dame de l'Assomption   | Fallais          | Braives   | Notre-Dame Tenhemelopnemings |
| Saint-Martin                 | Fumal            | Braives   | Saint-Martin                 |
| Saint-Desiré                 | Latinne          | Braives   | Saint-Desiré                 |
| Notre-Dame de l'Assomption   | Meeffe           | Wasseiges | Notre-Dame de l'Assomption   |
| Saint-Remi                   | Merdorp          | Hannut    | Saint-Remi                   |
| Saint-Gangulphe              | Moxhe            | Hannut    | Saint-Gangulphe              |
| Saint-Pierre                 | Tourinne         | Braives   | Saint-Pierre                 |
| Notre-Dame de l'Annonciation | Ville-en-Hesbaye | Braives   | Notre-Dame de l'Annonciation |
| Saint-Martin                 | Wasseiges        | Wasseiges | Saint-Martin                 |

## Doyenné d'Eupen-La Calamine

### Unité pastorale d'Eupen
| Paroisse                             | Quartier                 | Commune | Illustration     |
| ------------------------------------ | ------------------------ | ------- | ---------------- |
| Saint-Joseph                         | Eupen                    | Eupen   | Saint-Joseph     |
| Saint-Nicolas                        | Eupen                    | Eupen   | Saint-Nicolas    |
| Saint-Lambert (église succursale)    | Eupen                    | Eupen   | Saint-Lambert    |
| Sainte-Catherine                     | Kettenis                 | Eupen   | Sainte-Catherine |
| Sainte-Catherine (église succursale) | Oberste Heide (Kettenis) | Eupen   | Sainte-Catherine |

### Unité pastorale de La Calamine
| Paroisse                     | Quartier    | Commune     | Illustration                 |
| ---------------------------- | ----------- | ----------- | ---------------------------- |
| Saint-Martin                 | Hergenrath  | La Calamine | Saint-Martin                 |
| Notre-Dame de l'Annonciation | La Calamine | La Calamine | Notre-Dame de l'Annonciation |

### Unité pastorale de Lontzen
| Paroisse                    | Quartier   | Commune | Illustration                |
| --------------------------- | ---------- | ------- | --------------------------- |
| Notre-Dame de la Visitation | Herbesthal | Lontzen | Notre-Dame de la Visitation |
| Saint-Hubert                | Lontzen    | Lontzen | Saint-Hubert                |
| Saint-Etienne               | Walhorn    | Lontzen | Saint-Etienne               |

### Unité pastorale de Raeren
| Paroisse                        | Quartier              | Commune | Illustration  |
| ------------------------------- | --------------------- | ------- | ------------- |
| Saint-Jean-Baptiste             | Eynatten              | Raeren  | Jean-Baptiste |
| Saint-Roch                      | Hauset                | Raeren  | Saint-Roch    |
| Saint-Nicolas                   | Raeren                | Raeren  | Saint-Nicolas |
| Sainte-Anne (église succursale) | Raeren-Berg           | Raeren  | Sainte-Anne   |
| Saint-Roch (église succursale)  | Schallenberg (Hauset) | Raeren  | Saint-Roch    |